# Synagogue d'Eldridge Street
La synagogue d'Eldridge Street est une synagogue et un monument historique national situé dans le quartier chinois, à Manhattan, New York. Construite en 1887, elle est l'une des premières synagogues érigées aux États-Unis par des Juifs d'Europe de l'Est.
La congrégation orthodoxe qui a construit la synagogue a aménagé au rez-de-chaussée un Beth Midrash dans les années 1950, et le sanctuaire principal n'a pas été utilisé jusque dans les années 1980, lorsqu'il a été restauré pour devenir le musée d'Eldridge Street.

## Histoire

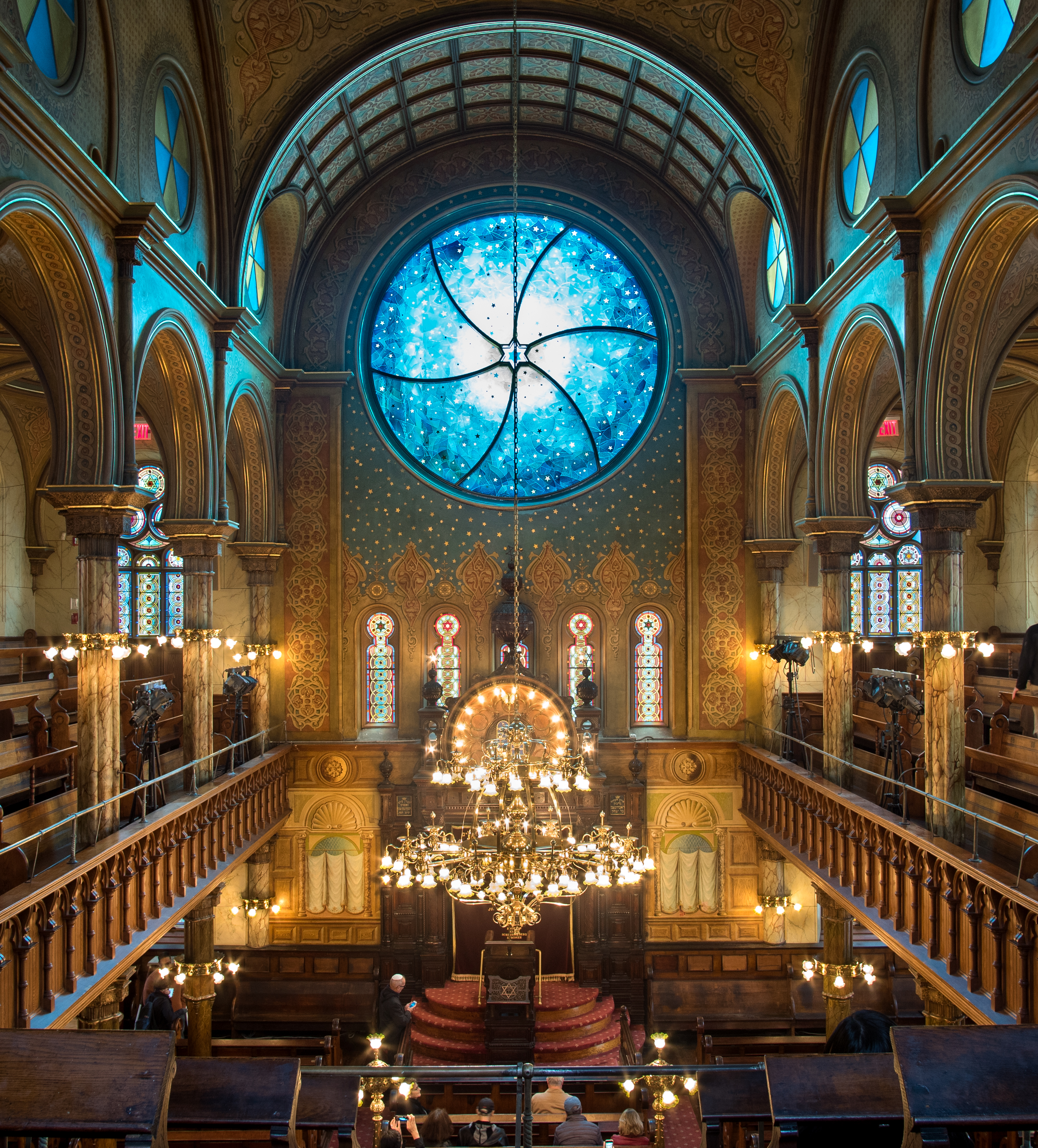
Intérieur de la synagogue en 2018

La synagogue d'Eldridge Street est l'une des premières synagogues érigées aux États-Unis par des Ashkénazes. Un de ses fondateurs fut le rabbin Eliahu le Bienheureux (Borok), anciennement grand rabbin de Saint-Pétersbourg, en Russie. Elle a ouvert ses portes en 1887 au 12 Eldridge Street dans le Lower East Side de New York, au service de la Congrégation Kahal Adath Jeshurun. Le bâtiment a été conçu par les architectes Peter et Francis William Herter. Les frères ont par la suite reçu de nombreuses commandes dans le Lower East Side et incorporé des éléments de la synagogue, tels que les étoiles de David, dans leurs constructions, principalement des immeubles. Une fois achevée, la synagogue a fait l'objet de commentaires dans la presse locale. Les écrivains se sont émerveillés de l'imposant bâtiment néo-mauresque, avec son dôme de 70 pieds de haut et son plafond voûté en berceau, ses magnifiques rosaces en vitrail, ses luminaires en laiton élaborés et ses murs peints à la main.
Jusqu'à 800 familles étaient membres de la synagogue à son apogée, de son ouverture jusqu'en 1920, et son sanctuaire avait une capacité de 1 000 places assises ; les jours de fêtes, des policiers étaient stationnés dans la rue pour contrôler la foule. Les rabbins de la congrégation comprenaient le célèbre rabbin Abraham Aharon Yudelovich, auteur de nombreux travaux de la Torah. Tout au long de ces décennies, la synagogue a fonctionné non seulement comme un lieu de culte, mais aussi comme une agence d'acculturation, un lieu pour accueillir les nouveaux Américains. Avant la création des maisons d'accueil et longtemps après, les pauvres pouvaient venir s'y nourrir, obtenir un prêt, se renseigner sur les possibilités d'emploi et de logement et prendre des dispositions pour soigner les malades et les mourants. La synagogue était, en ce sens, une société d'aide mutuelle.
Pendant cinquante ans, la synagogue a prospéré. Puis l'adhésion a commencé à diminuer à mesure que les membres se sont déplacés vers d'autres régions, les quotas d'immigration ayant limité le nombre de nouveaux arrivants et la Grande Dépression a affecté la fortune des fidèles. Le sanctuaire principal a été de moins en moins utilisé à partir des années 1930. Dans les années 1950, avec la pluie qui s'infiltrait et les escaliers intérieurs insalubres, les fidèles ont bouclé le sanctuaire.
Sans les ressources nécessaires pour chauffer et entretenir le sanctuaire, ils ont choisi de prier en bas dans le beth midrash plus intime (salle d'étude). Le sanctuaire principal est resté vide pendant vingt-cinq ans, soit d'environ 1955 à 1980. En 1986, le projet Eldridge Street, non sectaire et sans but lucratif, a été fondé pour restaurer la synagogue et la renouveler avec des programmes éducatifs et culturels. Paul PE Bookson, ancien sénateur de l'État et juge de la Cour civile, a joué un rôle déterminant dans le maintien des services religieux orthodoxes à la synagogue Eldridge Street et la restauration de son bâtiment. Après sa mort en 2005, sa veuve, Mme Tova G. Bookson a continué les travaux. Au début des travaux de restauration, en 1989, un squelette a été trouvé dans le sous-sol de la synagogue.

## Rénovation et réouverture
Le 2 décembre 2007, après 20 ans de travaux de rénovation qui ont coûté 20 millions de dollars le Eldridge Street Project a achevé la restauration et ouvert au public en tant que musée de la rue Eldridge, reflétant sa mission culturelle et éducative, au sein de la synagogue. Le musée propose des visites informatives liées à l'histoire juive américaine, à l'histoire du Lower East Side et à l'immigration. Parfois, des événements religieux juifs y sont célébrés, mais pas dans l'ancien sanctuaire principal.
L'effort pour rendre le sanctuaire à sa splendeur victorienne, tout en conservant les particularités de l'esthétique originale et la préservation de la patine de l'âge, comprenait la consolidation du plâtre et la réplication des éléments de plâtre ornementaux, l'enlèvement de la peinture, la conservation, la réplication en peinture du pochoir, le marbrage et dorure par des artisans qualifiés.
Un petit nombre d'adorateurs de la Congrégation orthodoxe Kahal Adath Jeshurun continuent de célébrer à la synagogue; la congrégation a rarement manqué un sabbat ou un service de vacances depuis l'ouverture de la synagogue,,.
La synagogue a été désignée monument historique national en 1996.

## Galerie

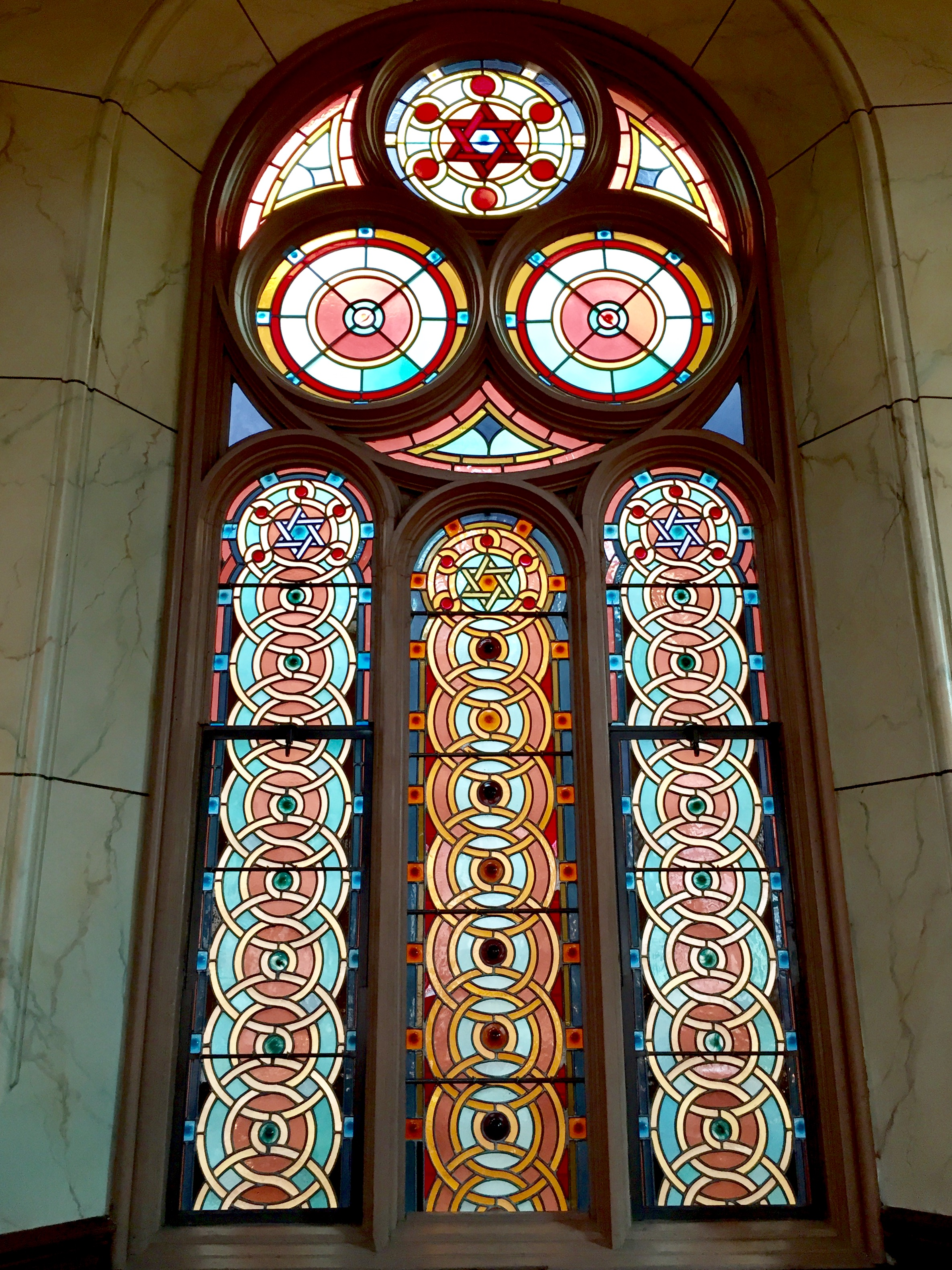
Vitrail avec arche
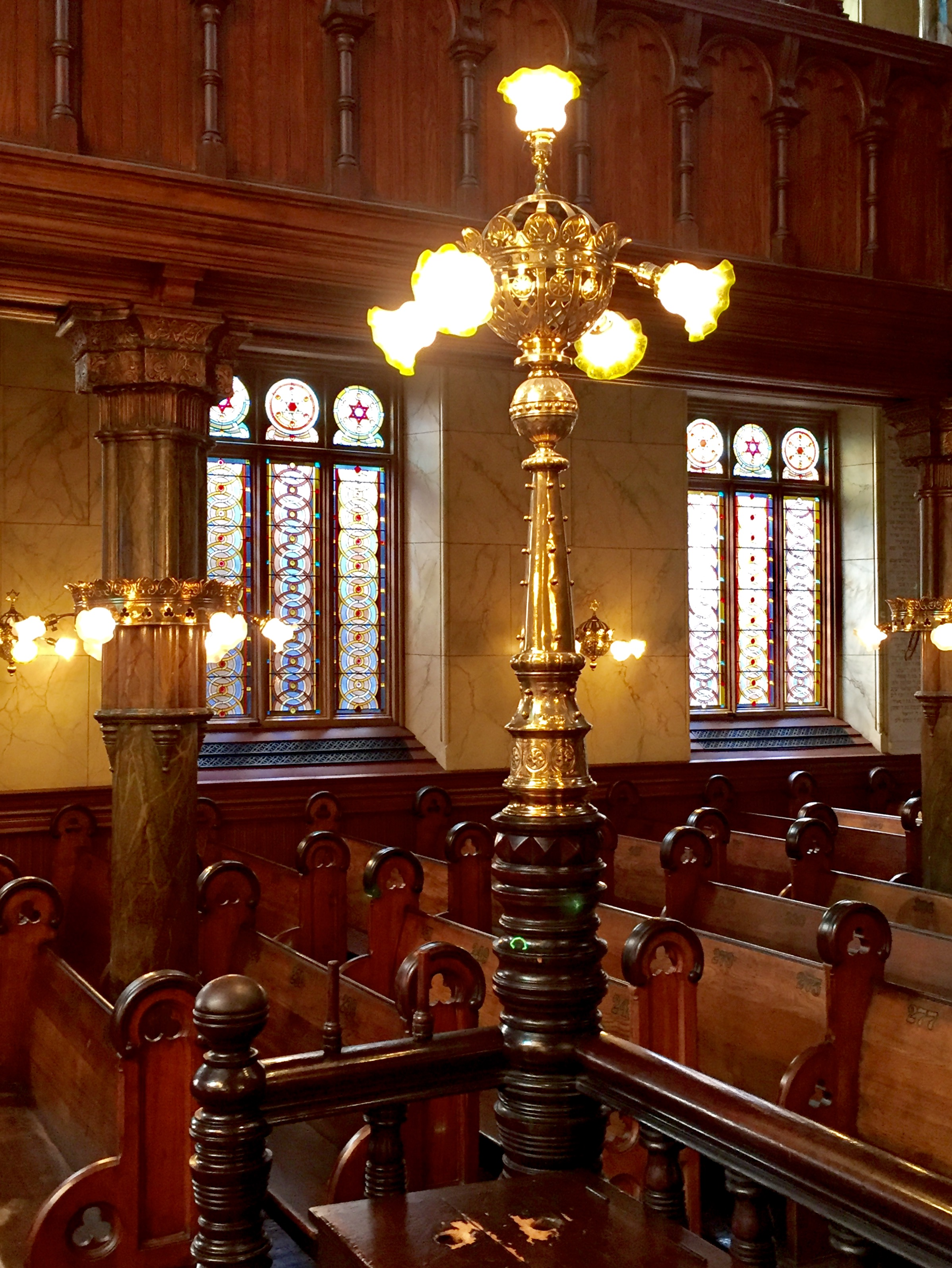
Luminaires en laiton et en verre aux extrémités des bancs
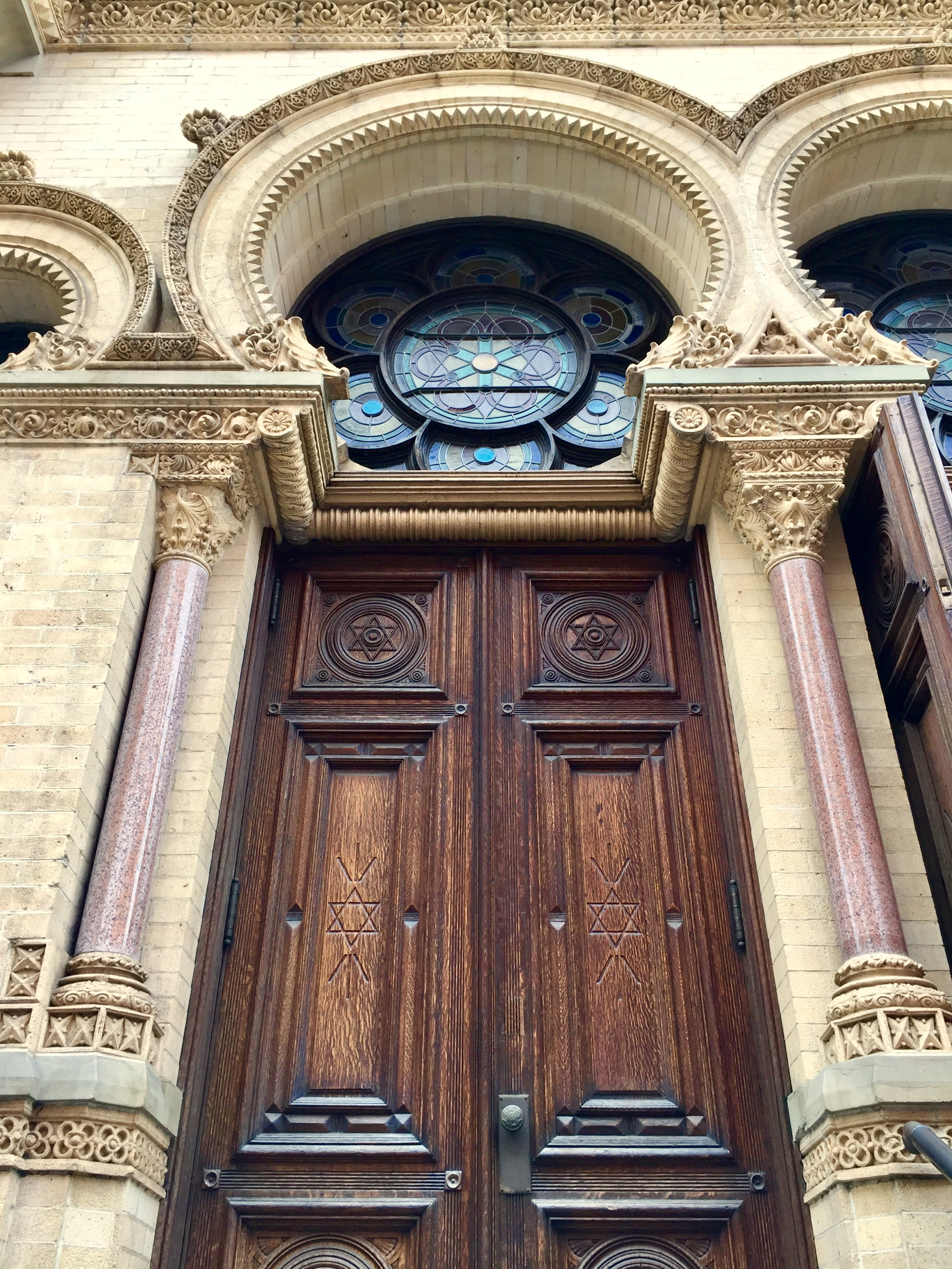
Porte d'entrée avec détails néo-mauresques
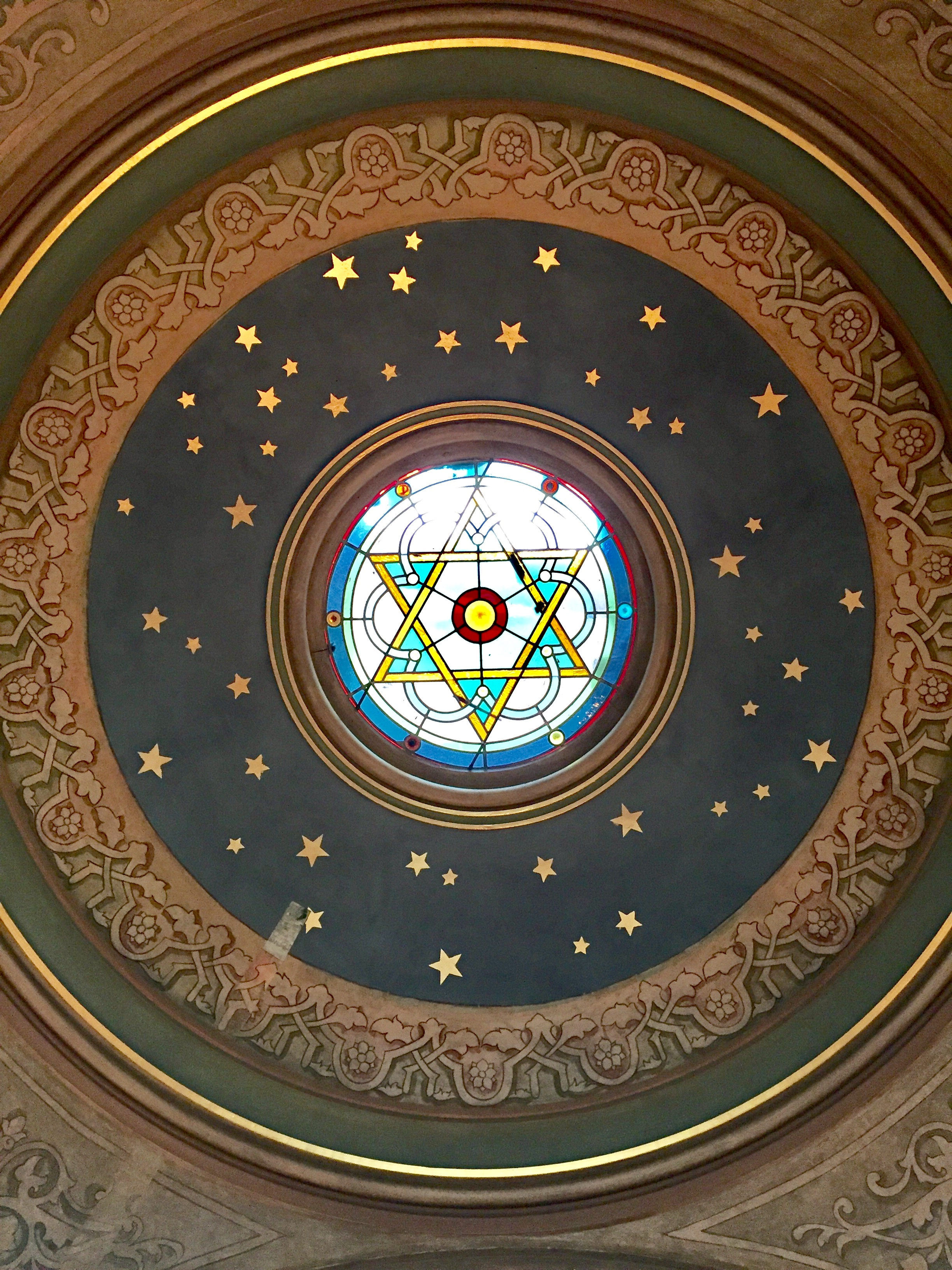
Dôme du plafond
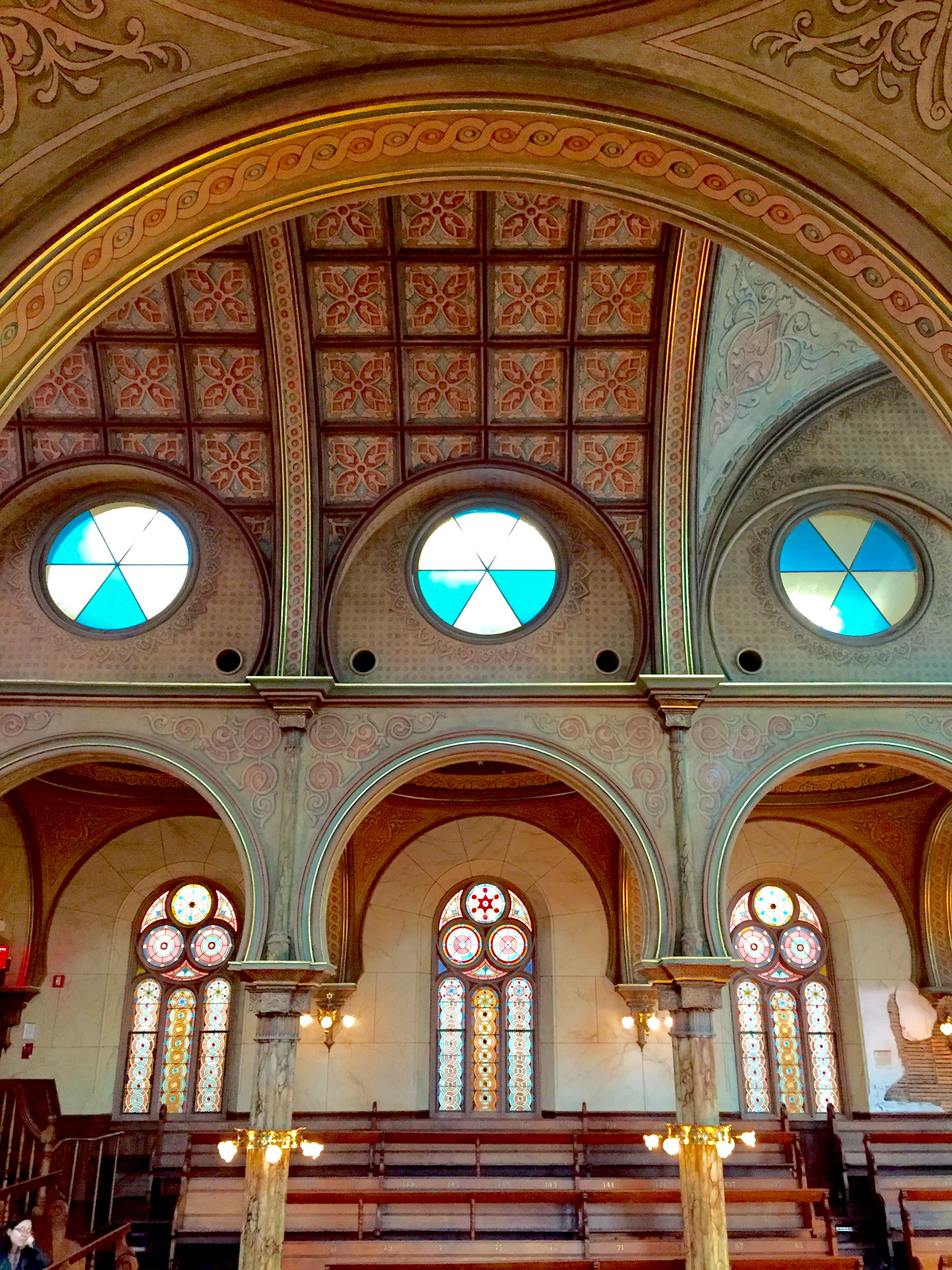
Arches et vitraux
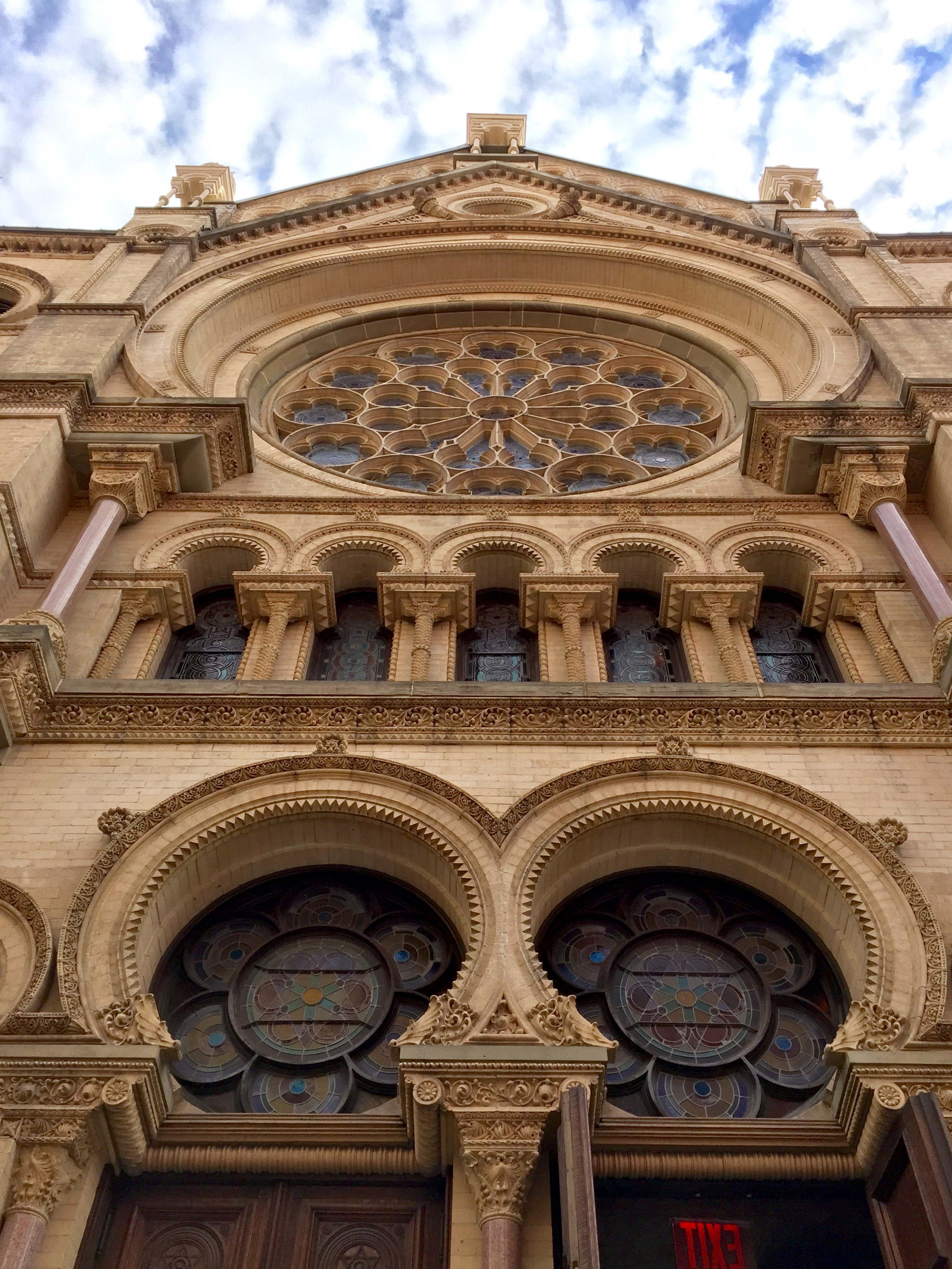
Détails de style néo-mauresque de l'extérieur
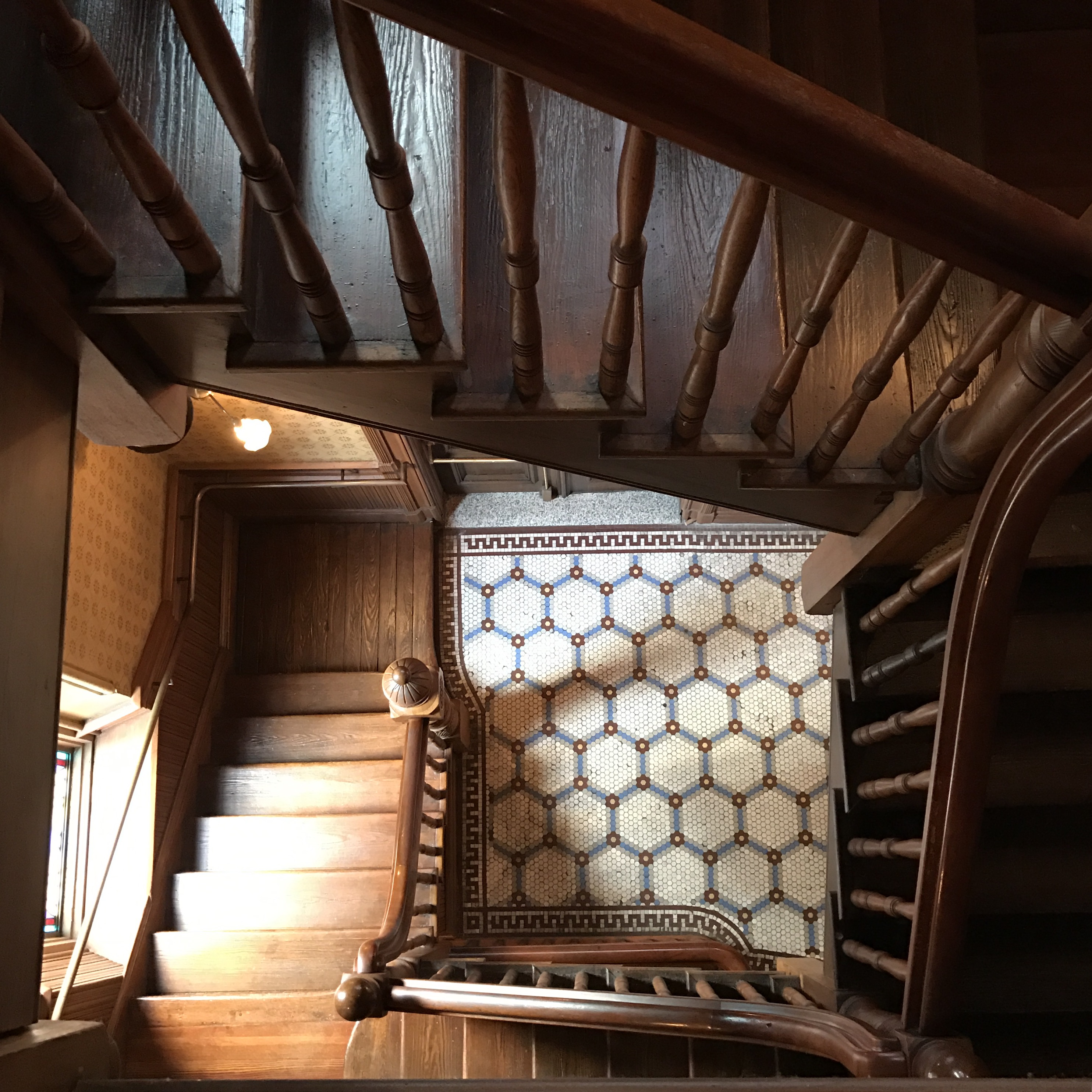
Escalier intérieur